# 新坪镇
新坪镇，是中华人民共和国广西壮族自治区桂林市荔浦市下辖的一个乡镇级行政单位。

## 行政区划
新坪镇下辖以下地区：
兴坪社区、凤岗村、广福村、桂东村、大瑶村、双和村、高寨村、安民村、汉田村、兴义村、八鲁村、长滩村、黄竹村和清江村。